# Siyabonga Nomvethe
Siyabonga Nomvethe (Durban, 2 dicembre 1977) è un ex calciatore sudafricano, di ruolo attaccante.

## Carriera

### Club
È nato calcisticamente in patria. Ha iniziato a giocare nell'African Wanderers dove rimase dal '95 al '98 segnando 11 gol in 28 presenze. La sua consacrazione ad alti livelli avvenne con il passaggio ai Kaizer Chiefs dove dal '98 al '01 segnò 47 gol in 87 presenze guadagnandosi la convocazione in nazionale. Nell'estate del 2001 venne notato da alcuni osservatori dell'Udinese che lo portarono in Italia. In Friuli venne però utilizzato come comprimario, e in 19 presenze in Serie A  (dal '01 al '03) non riuscì a segnare nessun gol.
Nel gennaio della stagione 2003/2004 fu mandato alla Salernitana, in Serie B, dove in 17 presenze realizzò i suoi primi 2 gol in Italia. L'anno dopo passò all'Empoli sempre in B, ma non ebbe fortuna (10 presenze, 0 gol). La stagione 2005/2006 l'Udinese, ancora proprietaria del cartellino, decise di privarsi del giocatore definitivamente, dirottandolo nel campionato svedese, nelle file del Djurgården. Dopo 5 presenze ed 1 gol però, Nomvethe ritornò in Sudafrica nella squadra dell'Orlando Pirates.Torna in Europa nell'estate del 2006 accettando un'offerta del club danese dell'Aalborg BK, laureandosi campione di Danimarca nel 2008.
Nel 2009 passa al Moroka Swallows nel massimo campionato sudafricano. Nel campionato 2011–2012, Nomvethe si laurea capocannoniere della Premier Soccer League con 20 gol, vincendo quattro premi come giocatore dell'anno, tra cui il PSL Player of the Season e il Lesley Manyathela Golden Boot.

### Nazionale
Nomvethe conta 82 presenze con la maglia della nazionale del Sudafrica, con cui ha preso parte al campionato del mondo 2002, durante il quale ha anche realizzato un gol, che ha permesso alla nazionale africana di battere 1-0 la Slovenia. Torna a giocare uno spezzone di partita il 22 giugno 2010 ai mondiali di calcio 2010 contro la Francia, battuta dai sudafricani 2 a 1, risultato che non basta agli uomini di Parreira per qualificarsi nel girone. Nel 2012, torna in Nazionale, per giocare le partite di qualificazione ai Mondiali 2014 contro l'Etiopia e il Botswana. È inoltre il miglior marcatore sudafricano alle Olimpiadi, con 2 gol.

## Statistiche

### Cronologia presenze e reti in nazionale
| Cronologia completa delle presenze e delle reti in nazionale ― Sudafrica | Cronologia completa delle presenze e delle reti in nazionale ― Sudafrica | Cronologia completa delle presenze e delle reti in nazionale ― Sudafrica | Cronologia completa delle presenze e delle reti in nazionale ― Sudafrica | Cronologia completa delle presenze e delle reti in nazionale ― Sudafrica | Cronologia completa delle presenze e delle reti in nazionale ― Sudafrica | Cronologia completa delle presenze e delle reti in nazionale ― Sudafrica | Cronologia completa delle presenze e delle reti in nazionale ― Sudafrica |
| Data                                                                     | Città                                                                    | In casa                                                                  | Risultato                                                                | Ospiti                                                                   | Competizione                                                             | Reti                                                                     | Note                                                                     |
| ------------------------------------------------------------------------ | ------------------------------------------------------------------------ | ------------------------------------------------------------------------ | ------------------------------------------------------------------------ | ------------------------------------------------------------------------ | ------------------------------------------------------------------------ | ------------------------------------------------------------------------ | ------------------------------------------------------------------------ |
| 6-5-1999                                                                 | Port of Spain                                                            | Trinidad e Tobago                                                        | 2 – 0                                                                    | Sudafrica                                                                | Amichevole                                                               | -                                                                        | 70’                                                                      |
| 9-5-1999                                                                 | Kingston                                                                 | Giamaica                                                                 | 1 – 1                                                                    | Sudafrica                                                                | Amichevole                                                               | -                                                                        | 60’                                                                      |
| 27-11-1999                                                               | Pretoria                                                                 | Sudafrica                                                                | 1 – 0                                                                    | Svezia                                                                   | Amichevole                                                               | 1                                                                        | 84’                                                                      |
| 23-1-2000                                                                | Kumasi                                                                   | Sudafrica                                                                | 3 – 1                                                                    | Gabon                                                                    | Coppa d'Africa 2000 - 1º turno                                           | -                                                                        | 79’                                                                      |
| 27-1-2000                                                                | Kumasi                                                                   | Sudafrica                                                                | 1 – 0                                                                    | RD del Congo                                                             | Coppa d'Africa 2000 - 1º turno                                           | -                                                                        |                                                                          |
| 6-2-2000                                                                 | Kumasi                                                                   | Ghana                                                                    | 0 – 1                                                                    | Sudafrica                                                                | Coppa d'Africa 2000 - Quarti di finale                                   | 1                                                                        | 85’                                                                      |
| 10-2-2000                                                                | Lagos                                                                    | Nigeria                                                                  | 2 – 0                                                                    | Sudafrica                                                                | Coppa d'Africa 2000 - Semifinale                                         | -                                                                        | 79’                                                                      |
| 12-2-2000                                                                | Accra                                                                    | Sudafrica                                                                | 2 – 2 dts (4 – 3 dtr)                                                    | Tunisia                                                                  | Coppa d'Africa 2000 - Finale 3º posto                                    | 1                                                                        | 58’                                                                      |
| 9-4-2000                                                                 | Maseru                                                                   | Lesotho                                                                  | 0 – 2                                                                    | Sudafrica                                                                | Qual. Mondiali 2002                                                      | -                                                                        |                                                                          |
| 22-4-2000                                                                | Johannesburg                                                             | Sudafrica                                                                | 1 – 0                                                                    | Lesotho                                                                  | Qual. Mondiali 2002                                                      | -                                                                        | 62’                                                                      |
| 29-4-2000                                                                | Rustenburg                                                               | Sudafrica                                                                | 3 – 0                                                                    | Mauritius                                                                | COSAFA Cup 2000                                                          | 1                                                                        |                                                                          |
| 18-6-2000                                                                | Witbank                                                                  | Sudafrica                                                                | 2 – 0                                                                    | Swaziland                                                                | COSAFA Cup 2000                                                          | -                                                                        | 56’                                                                      |
| 9-7-2000                                                                 | Harare                                                                   | Zimbabwe                                                                 | 0 – 2                                                                    | Sudafrica                                                                | Qual. Mondiali 2002                                                      | -                                                                        | 57’                                                                      |
| 29-7-2000                                                                | Port Elizabeth                                                           | Sudafrica                                                                | 0 – 1                                                                    | Zimbabwe                                                                 | COSAFA Cup 2000                                                          | -                                                                        |                                                                          |
| 13-1-2001                                                                | Belle Vue Maurel                                                         | Mauritius                                                                | 1 – 1                                                                    | Sudafrica                                                                | Qual. Coppa d'Africa 2002                                                | -                                                                        |                                                                          |
| 27-1-2001                                                                | Rustenburg                                                               | Sudafrica                                                                | 2 – 0                                                                    | Burkina Faso                                                             | Qual. Mondiali 2002                                                      | -                                                                        | 66’                                                                      |
| 25-2-2001                                                                | Blantyre                                                                 | Malawi                                                                   | 1 – 2                                                                    | Sudafrica                                                                | Qual. Mondiali 2002                                                      | 1                                                                        | 74’                                                                      |
| 24-3-2001                                                                | Port Elizabeth                                                           | Sudafrica                                                                | 3 – 0                                                                    | Mauritius                                                                | Qual. Mondiali 2002                                                      | -                                                                        | 68’                                                                      |
| 5-5-2001                                                                 | Johannesburg                                                             | Sudafrica                                                                | 2 – 1                                                                    | Zimbabwe                                                                 | Qual. Mondiali 2002                                                      | -                                                                        | 35’                                                                      |
| 3-6-2001                                                                 | Monrovia                                                                 | Liberia                                                                  | 1 – 1                                                                    | Sudafrica                                                                | Qual. Coppa d'Africa 2002                                                | -                                                                        | 53’                                                                      |
| 17-6-2001                                                                | Durban                                                                   | Sudafrica                                                                | 0 – 0                                                                    | Rep. del Congo                                                           | Qual. Coppa d'Africa 2002                                                | -                                                                        | 78’                                                                      |
| 1-7-2001                                                                 | Ouagadougou                                                              | Burkina Faso                                                             | 1 – 1                                                                    | Sudafrica                                                                | Qual. Mondiali 2002                                                      | -                                                                        | 46’                                                                      |
| 15-8-2001                                                                | Stoccolma                                                                | Svezia                                                                   | 3 – 0                                                                    | Sudafrica                                                                | Amichevole                                                               | -                                                                        |                                                                          |
| 10-11-2001                                                               | Johannesburg                                                             | Sudafrica                                                                | 1 – 0                                                                    | Egitto                                                                   | Amichevole                                                               | -                                                                        | 46’                                                                      |
| 15-1-2002                                                                | Mahikeng                                                                 | Sudafrica                                                                | 1 – 0                                                                    | Angola                                                                   | Amichevole                                                               | -                                                                        |                                                                          |
| 20-1-2002                                                                | Ségou                                                                    | Burkina Faso                                                             | 0 – 0                                                                    | Sudafrica                                                                | Coppa d'Africa 2002 - 1º turno                                           | -                                                                        | 70’                                                                      |
| 24-1-2002                                                                | Ségou                                                                    | Ghana                                                                    | 0 – 0                                                                    | Sudafrica                                                                | Coppa d'Africa 2002 - 1º turno                                           | -                                                                        | 60’                                                                      |
| 30-1-2002                                                                | Ségou                                                                    | Sudafrica                                                                | 3 – 1                                                                    | Marocco                                                                  | Coppa d'Africa 2002 - 1º turno                                           | 1                                                                        | 32’                                                                      |
| 3-2-2002                                                                 | Kayes                                                                    | Mali                                                                     | 2 – 0                                                                    | Sudafrica                                                                | Coppa d'Africa 2002 - Quarti di finale                                   | -                                                                        | 66’                                                                      |
| 27-3-2002                                                                | Tbilisi                                                                  | Georgia                                                                  | 4 – 1                                                                    | Sudafrica                                                                | Amichevole                                                               | -                                                                        |                                                                          |
| 12-5-2002                                                                | Durban                                                                   | Sudafrica                                                                | 1 – 0                                                                    | Madagascar                                                               | Amichevole                                                               | -                                                                        | 46’                                                                      |
| 23-5-2002                                                                | Hong Kong                                                                | Sudafrica                                                                | 2 – 0                                                                    | Turchia                                                                  | HKSAR Reunification Cup                                                  | -                                                                        | 56’                                                                      |
| 8-6-2002                                                                 | Taegu                                                                    | Sudafrica                                                                | 1 – 0                                                                    | Slovenia                                                                 | Mondiali 2002 - 1º turno                                                 | 1                                                                        | 71’                                                                      |
| 12-6-2002                                                                | Daejeon                                                                  | Sudafrica                                                                | 2 – 3                                                                    | Spagna                                                                   | Mondiali 2002 - 1º turno                                                 | -                                                                        | 69’ 74’                                                                  |
| 22-6-2003                                                                | Polokwane                                                                | Sudafrica                                                                | 2 – 1                                                                    | Costa d'Avorio                                                           | Qual. Coppa d'Africa 2004                                                | 1                                                                        | 46’                                                                      |
| 6-7-2003                                                                 | Bujumbura                                                                | Burundi                                                                  | 0 – 2                                                                    | Sudafrica                                                                | Qual. Coppa d'Africa 2004                                                | -                                                                        |                                                                          |
| 11-10-2003                                                               | Potchefstroom                                                            | Sudafrica                                                                | 2 – 1                                                                    | Costa Rica                                                               | Amichevole                                                               | 1                                                                        |                                                                          |
| 15-11-2003                                                               | Il Cairo                                                                 | Egitto                                                                   | 2 – 1                                                                    | Sudafrica                                                                | Amichevole                                                               | -                                                                        |                                                                          |
| 19-11-2003                                                               | Tunisi                                                                   | Tunisia                                                                  | 2 – 0                                                                    | Sudafrica                                                                | Amichevole                                                               | -                                                                        | 63’                                                                      |
| 18-1-2004                                                                | Dakar                                                                    | Senegal                                                                  | 2 – 1                                                                    | Sudafrica                                                                | Amichevole                                                               | 1                                                                        | 76’                                                                      |
| 27-1-2004                                                                | Sfax                                                                     | Sudafrica                                                                | 2 – 0                                                                    | Benin                                                                    | Coppa d'Africa 2004 - 1º turno                                           | 2                                                                        |                                                                          |
| 31-1-2004                                                                | Monastir                                                                 | Nigeria                                                                  | 4 – 0                                                                    | Sudafrica                                                                | Coppa d'Africa 2004 - 1º turno                                           | -                                                                        |                                                                          |
| 4-2-2004                                                                 | Susa                                                                     | Marocco                                                                  | 1 – 1                                                                    | Sudafrica                                                                | Coppa d'Africa 2004 - 1º turno                                           | -                                                                        |                                                                          |
| 30-3-2004                                                                | Londra                                                                   | Australia                                                                | 1 – 0                                                                    | Sudafrica                                                                | Amichevole                                                               | -                                                                        |                                                                          |
| 5-6-2004                                                                 | Bloemfontein                                                             | Sudafrica                                                                | 2 – 1                                                                    | Capo Verde                                                               | Qual. Mondiali 2006                                                      | -                                                                        |                                                                          |
| 20-6-2004                                                                | Kumasi                                                                   | Ghana                                                                    | 3 – 0                                                                    | Sudafrica                                                                | Qual. Mondiali 2006                                                      | -                                                                        |                                                                          |
| 3-7-2004                                                                 | Johannesburg                                                             | Sudafrica                                                                | 2 – 0                                                                    | Burkina Faso                                                             | Qual. Mondiali 2006                                                      | -                                                                        | 83’                                                                      |
| 5-9-2004                                                                 | Kinshasa                                                                 | RD del Congo                                                             | 1 – 0                                                                    | Sudafrica                                                                | Qual. Mondiali 2006                                                      | -                                                                        | 75’                                                                      |
| 17-11-2004                                                               | Johannesburg                                                             | Sudafrica                                                                | 2 – 1                                                                    | Nigeria                                                                  | Amichevole                                                               | -                                                                        | 76’                                                                      |
| 9-2-2005                                                                 | Durban                                                                   | Sudafrica                                                                | 1 – 1                                                                    | Australia                                                                | Amichevole                                                               | -                                                                        | 79’                                                                      |
| 18-6-2005                                                                | Johannesburg                                                             | Sudafrica                                                                | 0 – 2                                                                    | Ghana                                                                    | Qual. Mondiali 2006                                                      | -                                                                        | 69’                                                                      |
| 8-7-2005                                                                 | Carson                                                                   | Sudafrica                                                                | 2 – 1                                                                    | Messico                                                                  | Gold Cup 2005 - 1º turno                                                 | -                                                                        | 71’                                                                      |
| 10-7-2005                                                                | Los Angeles                                                              | Giamaica                                                                 | 3 – 3                                                                    | Sudafrica                                                                | Gold Cup 2005 - 1º turno                                                 | 1                                                                        | 73’ 87’                                                                  |
| 13-7-2005                                                                | Houston                                                                  | Guatemala                                                                | 1 – 1                                                                    | Sudafrica                                                                | Gold Cup 2005 - 1º turno                                                 | -                                                                        | 82’                                                                      |
| 17-7-2005                                                                | Houston                                                                  | Sudafrica                                                                | 1 – 1 dts (3 – 5 dtr)                                                    | Panama                                                                   | Gold Cup 2005 - Quarti di finale                                         | -                                                                        | 118’                                                                     |
| 3-9-2005                                                                 | Ouagadougou                                                              | Burkina Faso                                                             | 3 – 1                                                                    | Sudafrica                                                                | Qual. Mondiali 2006                                                      | -                                                                        | 61’                                                                      |
| 8-10-2005                                                                | Durban                                                                   | Sudafrica                                                                | 2 – 2                                                                    | RD del Congo                                                             | Qual. Mondiali 2006                                                      | -                                                                        | 17’                                                                      |
| 12-11-2005                                                               | Port Elizabeth                                                           | Sudafrica                                                                | 2 – 3                                                                    | Senegal                                                                  | Amichevole                                                               | 1                                                                        | 72’                                                                      |
| 14-1-2006                                                                | Il Cairo                                                                 | Egitto                                                                   | 1 – 2                                                                    | Sudafrica                                                                | Amichevole                                                               | -                                                                        | 78’                                                                      |
| 22-1-2006                                                                | Alessandria d'Egitto                                                     | Sudafrica                                                                | 0 – 2                                                                    | Guinea                                                                   | Coppa d'Africa 2006 - 1º turno                                           | -                                                                        | 57’                                                                      |
| 26-1-2006                                                                | Alessandria d'Egitto                                                     | Sudafrica                                                                | 0 – 2                                                                    | Tunisia                                                                  | Coppa d'Africa 2006 - 1º turno                                           | -                                                                        |                                                                          |
| 30-1-2006                                                                | Alessandria d'Egitto                                                     | Zambia                                                                   | 1 – 0                                                                    | Sudafrica                                                                | Coppa d'Africa 2006 - 1º turno                                           | -                                                                        | 68’                                                                      |
| 2-9-2006                                                                 | Johannesburg                                                             | Sudafrica                                                                | 0 – 0                                                                    | Rep. del Congo                                                           | Qual. Coppa d'Africa 2008                                                | -                                                                        |                                                                          |
| 8-10-2006                                                                | Lusaka                                                                   | Zambia                                                                   | 0 – 1                                                                    | Sudafrica                                                                | Qual. Coppa d'Africa 2008                                                | -                                                                        | 88’                                                                      |
| 15-11-2006                                                               | Brentford                                                                | Egitto                                                                   | 1 – 0                                                                    | Sudafrica                                                                | Amichevole                                                               | -                                                                        | 65’                                                                      |
| 24-3-2007                                                                | N'Djaména                                                                | Ciad                                                                     | 0 – 3                                                                    | Sudafrica                                                                | Qual. Coppa d'Africa 2008                                                | -                                                                        | 71’                                                                      |
| 28-3-2007                                                                | Johannesburg                                                             | Sudafrica                                                                | 0 – 1                                                                    | Bolivia                                                                  | Amichevole                                                               | -                                                                        | 46’                                                                      |
| 2-6-2007                                                                 | Durban                                                                   | Sudafrica                                                                | 4 – 0                                                                    | Ciad                                                                     | Qual. Coppa d'Africa 2008                                                | 1                                                                        | 63’                                                                      |
| 17-6-2007                                                                | Pointe-Noire                                                             | Rep. del Congo                                                           | 1 – 1                                                                    | Sudafrica                                                                | Qual. Coppa d'Africa 2008                                                | -                                                                        | 73’                                                                      |
| 22-8-2007                                                                | Glasgow                                                                  | Scozia                                                                   | 1 – 0                                                                    | Sudafrica                                                                | Amichevole                                                               | -                                                                        | 14’                                                                      |
| 12-9-2007                                                                | Johannesburg                                                             | Sudafrica                                                                | 0 – 0                                                                    | Uruguay                                                                  | Amichevole                                                               | -                                                                        | 83’                                                                      |
| 17-10-2007                                                               | Siena                                                                    | Italia                                                                   | 2 – 0                                                                    | Sudafrica                                                                | Amichevole                                                               | -                                                                        | 72’                                                                      |
| 22-4-2010                                                                | Wiesbaden                                                                | Sudafrica                                                                | 0 – 0                                                                    | Corea del Nord                                                           | Amichevole                                                               | -                                                                        | 60’                                                                      |
| 28-4-2010                                                                | Offenbach am Main                                                        | Sudafrica                                                                | 2 – 0                                                                    | Giamaica                                                                 | Amichevole                                                               | 1                                                                        | 58’                                                                      |
| 16-5-2010                                                                | Nelspruit                                                                | Sudafrica                                                                | 4 – 0                                                                    | Thailandia                                                               | Amichevole                                                               | -                                                                        | 74’                                                                      |
| 24-5-2010                                                                | Johannesburg                                                             | Sudafrica                                                                | 1 – 1                                                                    | Bulgaria                                                                 | Amichevole                                                               | -                                                                        | 61’                                                                      |
| 27-5-2010                                                                | Johannesburg                                                             | Sudafrica                                                                | 2 – 1                                                                    | Colombia                                                                 | Amichevole                                                               | -                                                                        | 89’                                                                      |
| 31-5-2010                                                                | Polokwane                                                                | Sudafrica                                                                | 5 – 0                                                                    | Guatemala                                                                | Amichevole                                                               | -                                                                        | 64’                                                                      |
| 22-6-2010                                                                | Bloemfontein                                                             | Sudafrica                                                                | 2 – 1                                                                    | Francia                                                                  | Mondiali 2010 - 1º turno                                                 | -                                                                        | 68’                                                                      |
| 3-6-2012                                                                 | Rustenburg                                                               | Sudafrica                                                                | 1 – 1                                                                    | Etiopia                                                                  | Qual. Mondiali 2014                                                      | -                                                                        |                                                                          |
| 9-6-2012                                                                 | Gaborone                                                                 | Botswana                                                                 | 1 – 1                                                                    | Sudafrica                                                                | Qual. Mondiali 2014                                                      | -                                                                        | 59’                                                                      |
| 15-6-2012                                                                | Nelspruit                                                                | Sudafrica                                                                | 3 – 0                                                                    | Gabon                                                                    | Amichevole                                                               | -                                                                        | 72’                                                                      |
| Totale                                                                   |                                                                          | Presenze (4º posto)                                                      | 82                                                                       |                                                                          | Reti (6º posto)                                                          | 16                                                                       |                                                                          |

## Palmarès

### Club

#### Competizioni nazionali
- Campionato italiano di Serie B: 1

Empoli: 2004-2005